# Hənifə
Hənifə è un comune dell'Azerbaigian situato nel distretto di Balakən. Conta una popolazione di 5 571 abitanti.